# 철콘 근크리트
《철콘 근크리트》(鉄コン筋クリート 텓콩킹크리이토[*])는 마쓰모토 다이요의 만화이자 이를 원작으로 2006년에 개봉된 애니메이션 영화이다. 제목의 유래는 원작자인 마쓰모토가 어렸을 때 철근 콘크리트를 철콘 근크리트로 발음한 것에서 유래했다.

## 출연
- 쿠로·이타치 - 니노미야 카즈나리
- 시로 - 아오이 유우
- 기무라 - 이세야 유스케
- 사와다 - 쿠도 칸쿠로
- 네즈미(스즈키) - 다나카 민
- 초코 - 오모리 나오
- 바닐라 - 오카다 요시노리
- 스네이크 - 모토키 마사히로